# Łarisa Udowiczenko
Łarisa Iwanowna Udowiczenko, ros. Лариса Ивановна Удовиченко (ur. 29 kwietnia 1955 w Wiedniu) – rosyjska aktorka.

## Filmografia
- 1974: Trzecia córka jako Galia
- 1976: Gwiżdzę na wszystko! jako panna młoda
- 1979: The Meeting Place Cannot Be Changed
- 1979: Little Tragedies jako Louise
- 1983: Mary Poppins, Goodbye jako pani Banks
- 1983: Żonaty kawaler jako Tamara
- 1984: Dead Souls jako żona Maniłowa
- 1985: Uwaga, niebezpieczeństwo! jako Katerina Iwanowna, siostra Mołodcowa
- 1996: Impotent
- 2000: Zazdrość bogów jako Irina

i inne